# Landkreis Osterode am Harz
51°41′N 10°22′Ø / 51.68°N 10.37°Ø
Osterode var  indtil 31. oktober 2016 en landkreis  i  den sydøstlige del af den tyske delstat Niedersachsen med administration i byen Osterode am Harz. 1. November 2016 fusionerede den med den daværende Landkreis Göttingen til en ny Landkreis Göttingen med byen Göttingen som administrationsby. Samtidig blev Samtgemeinde Walkenried sammenlagt til en kommune under navnet Walkenried.

## Geografi
Mere end totredjedele af området udgøres af den sydvestlige del af Mittelgebirgeområdet Harzen og den sydlige del af  Nationalpark Harzen.

### Nabokreise
Landkreis Osterode am Harz grænser til (med uret fra nord) landkreisene Goslar (i Niedersachsen), Nordhausen og Eichsfeld (begge i Thüringen) samt  Göttingen og Northeim (begge ligeledes i  Niedersachsen).

### Bjerge
De højeste bjerge i landkreisen er Auf dem Acker (865 m), Große Knollen (687 m) og  Stöberhai (720 m).

### Floder
De største floder Söse (med bifloden Markau), Oder (med bifloderne  Sieber og Lutter) samt  Steina, Wieda og Zorge. 

### Naturbeskyttelse
Hele den del af  Harzen der ligger i Landkreis Osterode er en del af Natur- og Nationalpark Harzen. Derudover er der i landkreisen 17 naturreservater (naturschutzgebiete).

## Byer og kommuner
Byer:
1. Bad Lauterberg
2. Bad Sachsa
3. Herzberg am Harz
4. Osterode am Harz

Kommuner:
1. Bad Grund

Kommunefrit område
- Harz (Landkreis Osterode am Harz) (267.37 km², ubeboet)

| Samtgemeinden                                                                                             | Samtgemeinden                                                 |
| --- | ------------------------------------------------------------- |
| - 1. Samtgemeinde Hattorf am Harz 1. Elbingerode 2. Hattorf am Harz1 3. Hörden am Harz 4. Wulften am Harz | - 2. Samtgemeinde Walkenried 1. Walkenried1 2. Wieda 3. Zorge |
| 1Samtgemeindens administrationsby                                                                         |                                                               |